# Дневник (новине)
Дневник је српски дневни лист са седиштем у Новом Саду. Најстарија је новинско-издавачка и штампарска кућа у Војводини. Окосницу овог предузећа чини информативно-политички дневни лист Дневник. Од сличних листова, од Дневника је старија само београдска Политика.

## Историја
Лист је покренут илегално од стране војвођанских антифашиста, за време мађарске окупације 15. новембра 1942. године, а првобитно име му је било „Слободна Војводина“. Штампан је у илегалној подземној штампарији на тадашњој периферији Новог Сада, код Алмашког гробља. Лист је био политичког карактера и представљао је гласило Покрајинског народноослободилачког одбора Војводине. Први уредник листа био је народни херој Светозар Марковић Тоза, а поред Марковића, текстове су написали и Бранко Бајић и Никола Петровић. Лист је штампан на гештетнеру и илегалним каналима растурен по Бачкој.
Кад је курир који је износио новине из базе био ухапшен, одао је адресу штампарије и четири дана после изласка првог броја, 19. новембра, мађарска полиција је заједно са жандармима опколила кућу и открила базу изграђену испод дворишне терасе. Уредник листа, Светозар Марковић, је ухапшен и изведен пред војни суд, где је осуђен на смрт. Обешен је у касарни у Футошкој улици 9. фебруара 1943.
Преживели Никола Петровић је, заједно са Гезом Тиквицким, организовао нову базу у Старом Врбасу, тако да наредни бројеви листа излазе овде, а потом у Парагама у породичној кући Исе Сремца чија су жена Рокса и син Милош одеведени током рације у злогласни логор Дахау где им се губи траг. Кад је руководство НОП-а у Бачкој успоставило сталну везу са центром покрета у Срему, „Слободна Војводина“ је премештена у Сурдук. Уређивање листа поверено је Јовану Поповићу, тадашњем секретару Покрајинског НО одбора. Лист је штампан у Сурдуку од новембра 1943. до септембра 1944, а преко „партизанске поште“ дистрибуиран је по целој Војводини.
Кад је руководство НОП-а из Срема прешло у ослобођени Петровград (данашњи Зрењанин) и „Слободна Војводина“ је октобра 1944. премештена у овај град на Бегеју, а 19. новембра враћена је у Нови Сад. Овде је излазила као дневни лист на српском и мађарском језику. Мађарска верзија листа носила је назив „Szabad Vajdaság“, а касније је преименована у „Magyar Szó“ („Мађарска реч“). Верзија листа на српском језику излазила је под именом „Слободна Војводина“ све до краја 1952. године, а од 1. јануара 1953. излази под именом „Дневник“.
Развојни пут читаве куће Дневник и експанзија везују се за године реформи и стабилизације уставног и политичког положаја Аутономне Покрајине Војводине. До 2003. Дневник је био јавно гласило у власништву Скупштине Аутономне Покрајине Војводине. Тада већински власник листа Дневник постаје немачка медијска компанија ВАЦ (скраћено од Westdeutsche Allgemeine Zeitung) 55%, a мањински – 45% Дневник холдинг, односно АП Војводина која има 52% удела у Холдингу. Заједничко предузеће добија назив „Дневник Војводина прес“.

## Издања
- Невен (основан: 1979)
- Пољопривредник (основане: 1956)
- Ловачке новине (основане: 1961)
- Службени лист АП Војводине (основан: 1953)
- Еликсир (основан: 1972)

## Галерија
- Насловна страна првог броја Слободне Војводине, новембар 1942.
- Кућа у којој је штампан први број Слободне Војводине
- Споме плоча на кући у којој је штампан први број Слободне Војводине